# Христо Дишов
Христо Дишов е български занаятчия – железар и политик, кмет на Орхание (1891 – 1894).

## Биография
Участва в Сръбско-българската война, в която е тежко ранен. По време на управлението му на Орхание е открита първата болница в града. Тя е с 10 легла. Открита е и книжарница. Каптиран е изворът Букор на 3 km от града и е прокаран първият водопровод, който е с чугунени тръби. Построени са първите чешми, които по проект са 20. По това време в града гостува княз Фердинанд, който отсяда в къщата на Петко Николов. Заместник-кмет е на Орхание по време на управлението на Петко Стамболски.